# Sette tavolette con storie di Gesù
Le Sette tavolette con storie di Gesù sono un gruppo di dipinti a tempera e oro su tavola, attribuiti a Giotto, databili al 1320-1325 circa e conservati in vari musei: tre all'Alte Pinakothek di Monaco di Baviera, una nel Metropolitan Museum di New York, una nell'Isabella Stewart Gardner Museum di Boston, una nella collezione Berenson di Settignano (Firenze) e una nella National Gallery di Londra.

## Storia
Simili per dimensioni e stile, le sette tavolette (probabilmente in origine facenti parte di un gruppo più numeroso) provengono verosimilmente da un medesimo complesso, la cui collocazione originaria è sconosciuta. Improbabile che facessero parte di una predella (troppe scene e di formato poco consono), si pensa che potessero essere raggruppate a formare una sorta di polittico a storie piccole, simile per struttura alla Tomba Tarlati nel Duomo di Arezzo o alle Formelle dell'armadio della sacrestia di Santa Croce di Taddeo Gaddi, quindi con parti mobili.
L'unica menzione compatibile con una tale struttura è quella del Vasari (1568) che ricordò "una tavola di man di Giotto di figure piccole" già a Sansepolcro, trasferita ad Arezzo da Pietro Tarlati, fratello del vescovo sepolto in Duomo e verosimilmente proprio per decorarne la tomba", a metà del Trecento. Da lì la pala era "andata in pezzi", alcuni dei quali vennero visti dallo storico aretino in Palazzo Gondi a Firenze.
Altre ipotesi mettono in relazione le tavolette col Polittico Peruzzi, al quale sono comunque legate per ragioni stilistiche che ne orientano la datazione agli anni venti del Trecento, oppure al polittico smembrato di cui farebbero parte la Madonna col Bambino di Washington e le due tavole di Chaalis, oppure al San Lorenzo del Museo Horne. Un'ipotesi più recente mette invece le tavolette in relazione con un polittico realizzato per i Malatesta nella chiesa di San Francesco a Rimini, facente parte delle "moltissime pitture" indicate genericamente da Vasari, con una datazione al 1310-1312 circa, che potrebbe essere anticipata fino al 1301, anno cui è prevalentemente riferita la Croce di Rimini.

## Descrizione e stile
Le sette tavole mostrano scene dell'infanzia e della Passione di Cristo, fino alla Pentecoste. Eleganti e curate, con un ordinato svolgimento dello spazio, ripropongono schemi degli affreschi della Cappella degli Scrovegni, con l'eccezione della Discesa al Limbo non presente nel ciclo padovano.
| Immagine | Titolo                  | Dimensioni in cm | Paese       | Città    | Luogo di conservazione              | Attribuzione e note |
| -------- | ----------------------- | ---------------- | ----------- | -------- | ----------------------------------- | --- |
|          | Adorazione dei Magi     | 44x45            | Stati Uniti | New York | Metropolitan Museum                 | La scena mostra i personaggi che si muovono a proprio agio nello spazio. I pastori che ricevono l'annuncio degli angeli, in alto a sinistra, sono vestiti con sai che ricordano l'abito francescano. Vi sono rappresentati i Magi, il primo dei quali, inconsuetamente, depone il Bambino nella mangiatoia, mentre Giuseppe si è appena piegato per riceverne il regalo. Sulla capanna si nota la stella cometa. Due degli angeli in alto sono dipinti usando un medesimo modello ribaltato. Opera ritoccata e un po' depressa nel modellato, è forse eseguita con ampio ricorso di aiuti. |
|          | Presentazione al Tempio | 44x43            | Stati Uniti | Boston   | Isabella Stewart-Gardner Museum     | Tra le migliori del gruppo, fu acquistata nel 1900 da J. P. Richter, su indicazione di Berenson. Mostra un impianto del tutto analogo alla scena della Cappella degli Scrovegni, con dettagli che ricordano anche l'Annuncio a Zaccaria della Cappella Peruzzi (il ciborio, le figure che si protendono), e Gesù simile al piccolo San Giovanni Battista proteso nella scena dell'Imposizione del nome dello stesso ciclo. La cura dei dettagli (come il fregio cosmatesco o il complicato pavimento a riquadri in marmi bianchi e neri, appare quasi annullata dalla semplicità del fondo oro uniforme, che crea un'atmosfera sospesa e raccolta. |
|          | Ultima cena             | 42,56x43         | Germania    | Monaco   | Alte Pinakothek                     | Arrivato nelle collezioni di re Massimiliano I di Baviera nel 1805 da una collezione privata, venne giudicato da Thode il prototipo dell'Ultima Cena degli Scrovegni, anche se oggi è per lo più indicata, al contrario, come una sua riduzione in piccolo. Oltre all'organizzazione spaziale infatti, le due scene condividono anche i tipi fisici degli apostoli. La scena mostra un'attenzione quasi miniaturistica nella cura del dettaglio, dalla balconata interna con decori cosmateschi, alle vivande sulla tavola, dal motivo a losanghe della tovaglia alle decorazioni dorate delle vesti. Giovanni, come tipico, dorme in petto a Cristo, il quale sta dando il boccone a Giuda, primo di spalle a sinistra, dipinto già senza aureola. Gli apostoli più lontani non sembrano neanche accorgersi dell'accaduto. |
|          | Crocifissione           | 45x43,5          | Germania    | Monaco   | Alte Pinakothek                     | Fu acquistata da Ludovico I di Baviera nel 1813. Ai piedi della croce stanno i committenti e san Francesco (riconoscibile dai segni delle stimmate sui palmi dei piedi), figura che fece ipotizzare a Roberto Longhi come l'insieme potesse provenire dalla basilica francescana di Santa Croce a Firenze. Secondo l'ipotesi che vuole l'opera invece dipinta per Rimini, i due committenti sarebbero invece Malatesta da Verrucchio e sua moglie. Stilisticamente il Cristo crocifisso riprende la forma e la mordbidezza del modellato della Croce di Rimini e delle sue derivazioni, quali quella di Padova o quella di San Felice. |
|          | Deposizione             | 44,5x43          | Italia      | Firenze  | Villa I Tatti (collezione Berenson) | Cristo morto è appoggiato sul sepolcro e sta per essere calato con l'aiuto di Nicodemo e Giuseppe d'Arimatea. Lo compiangono san Giovanni, la Maddalena (ai piedi, di spalle e vestita di rosso), e le pie donne, che reggono Maria svenuta per il dolore. Lo sfondo è un paesaggio roccioso con andamento orizzontale, simile a quello dei personaggi, e punteggiato da alberelli rigogliosi. In alto quattro angeli, realizzati a coppie simmetriche usando un medesimo disegno ribaltato e colorato diversamente, si abbandonano a gesti di disperazione, simbolo del dolore cosmico per la morte del figlio di Dio. Esistono alcuni dubbi sull'autografia della tavoletta, eccezion fatta per il notevole gruppo della Madonna svenente.                                                                                |
|          | Discesa al Limbo        | 45x43,5          | Germania    | Monaco   | Alte Pinakothek                     | Analoga è la provenienza con la Crocifissione. L'inferno è rappresentato come una montagna rocciosa sulla quale alcuni diavoli tormentano dei dannati. Da una cavità a doppia arcata Cristo, reggente il vessillo crociato e accompagnato da un uomo che ne porta la croce (il buon ladrone), tira fuori i patriarchi del Vecchio Testamento dal Limbo, per portarli con sé in paradiso. Si ammette un'estesa collaborazione di aiuti. |
|          | Pentecoste              | 45x43,5          | Regno Unito | Londra   | National Gallery                    | Donata nel 1942, è tra le migliori della serie e mostra un'innovativa soluzione spaziale, con la stanza in cui sono radunati gli apostoli priva della parte superiore della parete frontale, in modo da permettere di vederne l'interno, e con alcuni curiosi in primo piano che si affacciano per sbirciare l'accaduto. I due uomini simmetrici sono realizzati con un medesimo cartone ribaltato e potrebbero essere ispirati a rilievi romani, come le scene di Liberalitas ad esempio nell'Arco di Costantino. Seguendo l'iconografia più antica, è assente la Madonna. |